# Strada provinciale 64 Granaglione-SS 64
La strada provinciale 64 Granaglione-SS 64 è una strada provinciale italiana del comune di Alto Reno Terme della città metropolitana di Bologna.

## Percorso
Si stacca dalla Porrettana a nord di Ponte della Venturina, sviluppando un percorso in salita in direzione sud-ovest. Giunge così ai centri abitati di Borgo Capanne, Lustrola e Granaglione. Qui ha fine nel punto in cui comincia il primo tronco della SP 55.